# Dendrobium ramificans
Dendrobium ramificans är en orkidéart som beskrevs av Johannes Jacobus Smith. Dendrobium ramificans ingår i släktet Dendrobium, och familjen orkidéer. Inga underarter finns listade i Catalogue of Life.